# Каракалпакска автономна област
Каракалпакската автономна област е създадена на 19 февруари 1925 г. като са отделени територии населени с етнически каракалпаки от Туркестанската автономна съветска социалистическа република и Хорезъмската автономна съветска социалистическа република.
Първоначално е в състава на Казахската автономна съветска социалистическа република, но по-късно преминава към РСФСР, където остава от 20 юли 1930 до 30 март 1932 г. Следва издигане в Каракалпакска автономна съветска социалистическа република (Каракалпакска АССР).
На 5 декември 1936 г. Каракалпакската АССР се включва в Узбекската ССР.